# Kayo Dot
Kayo Dot est un groupe de musique avant-gardiste américain, originaire de Boston, dans le Massachusetts. Il est formé en 2003 par Toby Driver, accompagné de plusieurs anciens membres de maudlin of the Well. La musique de Kayo Dot est un mélange de nombreux genres musicaux, allant du jazz au metal extrême en passant par la musique de chambre et le rock progressif.
Le groupe a sorti en 2003 son premier album, Choirs of the Eye, sur le label de John Zorn, Tzadik Records. Le label décrit cet album de la manière suivante : « Kayo Dot intègre efficacement les éléments de composition classique moderne aux nappes de guitare et voix plus communément présentes dans le rock et le metal. Avec une partition stricte bien que malléable dans son exécution, Kayo Dot emploie une large gamme d’instruments pour faire naître une convergence entre violence et sérénité ».
Le public metal underground reçoit chaleureusement les premières sorties du groupe, les deux premiers albums en particulier, Choirs of The Eye et Dowsing Anemone with Copper Tongue, étant considérés comme des références dans la scène metal progressif. Les changements constants d'instrumentation et de personnel au sein du groupe ont amené la musique de Kayo Dot à prendre de nombreuses formes au fil des années.
Le groupe s'est retrouvé sur bon nombre de labels avant de sortir ses albums par lui-même grâce au financement participatif (Kickstarter et pré-commandes) et ainsi être libre de toute contrainte d'un label.
En 2016, Kayo Dot compte huit albums studio, un EP et un split : Choirs of the Eye en 2003, Dowsing Anemone with Copper Tongue ainsi que son split avec Bloody Panda en 2006, Blue Lambency Downward, Coyote en 2010, un EP intitulé Stained Glass en 2011, Gamma Knife en 2012, le double-album Hubardo en 2013 et Coffins on Io en 2014. Le dernier album en date du groupe, Plastic House on Base of Sky, est sorti en juin 2016 via The Flenser.

## Biographie

### Formation etChoirs of the Eye(1996–2004)
Kayo Dot est formé à la suite de la dissolution de maudlin of the Well, groupe de metal progressif formé en 1996. Plusieurs anciens membres de maudlin of the Well étudient au Hampshire College à Amherst, dans le Massachusetts, entre 1996 et 2000. Durant cette période, Driver, Olson et Dickson étaient les étudiants du célèbre musicien de jazz Yusef Lateef, dont les théories sur la musique « auto-physio-psychique » ont une certaine influence sur les compositions du groupe par la suite.
En début d'année 2003, Toby Driver (chant, guitare, électronique), Greg Massi (guitare, chant), Nicholas Kyte (basse, chant), Sam Gutterman (batterie, chant) et Terran Olson (claviers, flûte, clarinette, saxophone) décide de reprendre les sonorités « metal » de leur groupe précédent pour les placer dans un contexte plus « classique ». Au lieu d'utiliser exactement le même type de formation que maudlin of the Well pour ses concerts, les premières performances de Kayo Dot consistait en un orchestre à forme variable dont les membres changeaient d'instruments suivant le besoin.
Tzadik, le label de John Zorn spécialisé dans les musiques avant-gardistes, signe le groupe en 2003 et sort l'album Choirs of the Eyes peu de temps après. L'album a été très bien accueilli et beaucoup le considèrent comme l'un des meilleurs albums de metal des années 2000.
Toby Driver dira plus tard que « Kayo Dot n'est pas tellement différent de maudlin of the Well d'un point de vue musical, c'est simplement la poursuite naturelle de ce vers quoi motW se dirigeait ». Après être tombé sur un forum où fans d'Opeth et de maudlin of the Well se disputaient à propos du style des compositions, Toby Driver pris la décision de créer « un album de metal très réfléchi... mais sans aucun riff, ni partie répétée sans raison ». Ce changement de style est devenu la marque de fabrique « post-metal » du groupe. En 2010, Kayo Dot rejoue Choirs of the Eyes dans son intégralité dans la salle The Stone à New York.

### Dowsing Anemone with Copper Tongue(2005–2007)
En mai 2005, Tom Malone rejoint le groupe à la batterie pour remplacer Sam Gutterman, parti en mars 2005. Kayo Dot signe ensuite sur Robotic Empire Records et sort son second album, Dowsing Anemone with Copper Tongue, en janvier 2006. L'été suivant, Kayo Dot sort un album split en collaboration avec le groupe de sludge metal Bloody Panda. Sur ce disque partagé entre les deux groupes, on retrouve un morceau de Kayo Dot divisé en deux parties, Don't Touch Dead Animals. Cette année riche en sorties n'empêchera pas Toby Driver de revenir signer sur Tzadik Records, le temps d'un album solo.
À l'automne 2006, en fin de tournée, quatre membres – guitare, basse, batterie et trompette – quittent le groupe pour des raisons personnelles. Le 10 décembre, Greg Massi quitte également Kayo Dot en bons termes pour « essayer de  trouver de nouveaux aspects à [son] expérience musicale et prendre le temps de découvrir où aller » (depuis, Massi complète son album solo A Time for Rust avec son projet Baliset. Il a également rejoint temporairement Kayo Dot début 2010 pour rejouer Choirs of the Eye à New York.

### Blue Lambency Downward(2008–2009)
Après le départ de Greg Massi, Toby Driver et Mia Matsumiya restent les seules personnes encore présentes dans le groupe. À la suite de leur signature en 2007 sur Hydra Head Records (label indépendant, maintenant fermé, géré par Aaron Turner d'Isis), ils entament la composition de leur troisième album, Blue Lambency Downward. Pendant les sessions d'enregistrement, Kayo Dot fait appel à plusieurs musiciens de sessions (Skerik au vibraphone et saxophone tenor et bariton, Hans Teuber à la clarinette et Charlie Zeleny à la batterie) et recrute Randall Dunn comme producteur et ingénieur du son. C'est la première fois que Toby Driver ne produit pas l'un de ses albums lui-même. Après la sortie en mai 2008 de Blue Lambency Downward, Toby Driver déménage de Boston pour New York. Afin de promouvoir en tournée cet album qui comporte beaucoup d'instruments à vents, il met sur pied une nouvelle formation : Patrick Wolff aux bois, Daniel Means aux bois et à la guitare, David Bodie à la batterie, et Terran Olson (déjà présent dans maudlin of the Well et sur le premier album de Kayo Dot) aux bois et claviers. Patrick Wolff quitte depuis le groupe, et Daniel Means est maintenant à la basse.
En avril 2008, Driver collabore avec Yuko Sueta, écrivaine, réalisatrice et artiste visuelle new-yorkaise. Ils travaillent ensemble sur une longue composition et sur un film qui l'accompagnerait en projection lors des concerts. Une première ébauche de cette pièce est inaugurée à The Stone en septembre 2008 par « The Kayo Dot Auxiliary Unit » (Driver, Bodie, Means, Sueta, Byrnes). Peu de temps après, Sueta qui lutte contre un cancer du sein, se retrouve immobilisée par la maladie. Driver retravailla la pièce, l'adaptant pour Kayo Dot, et repart en tournée en mai 2009 avec Secret Chiefs 3 et se retrouve en session d'enregistrement avec Randall Dunn à Seattle en juin et juillet 2009.
Yuko Sueta est décédé alors que l'enregistrement était en post-production, le groupe lui dédie cet album. Coyote, quatrième album de Kayo Dot, sort le 6 avril 2010 sur Hydra Head Records et propose encore une fois un remaniement surprenant du son et de l'instrumentation du groupe.

### Coyote,Stained GlassetGamma Knife(2010–2012)
Immédiatement après l'épisode Coyote, Kayo Dot sort en novembre 2010 un EP intitulé Stained Glass. Trey Spruance de Secret Chiefs 3 et Mr. Bungle participe à l'enregistrement en tant qu'invité. Stained Glass a été enregistré par Jim Fogarty au Zing Studios à Westfield dans le Massachusetts, puis par Toby Driver dans son propre home studio. Composée d'une unique piste, le mini-album de vingt minutes est distribué au format CD par Hydra Head Records et au format EP par Antithetic Records début 2011.
Jason Byron, un ancien maudlin of the Well, se charge des paroles de l'album, mais seule une partie des écrits est finalement utilisée pour le chant. Les paroles restantes sont présentes dans les notes du livret, certaines réapparaissant plus tard dans le poème The Sword of Satan (voir Hubardo). Comme pour Coyote, Stained Glass reçoit des avis partagés de la part des critiques. L'échec critique et commercial de ces albums conduit Kayo Dot et Hydra Head à se séparer.
Laissé sans soutien financier, Kayo Dot décide de poursuivre ses activités en restant indépendant. Peu de temps après la séparation d'avec Hydra Head, le groupe enregistre l'un concert à Brooklyn, le 5 octobre 2011, qui servira de base à l'album suivant, Gamma Knife. Le concert est enregistré via six canaux de microphones connectés à un ordinateur portable et contrôlé par un ami du groupe, le compositeur Jeremiah Cymerman. Cette manière de procéder a permis de limiter les coûts de production au strict minimum. L'album a ensuite été complété en studio.
Gamma Knife reçoit un accueil modérément bon, mais meilleur que pour les albums précédents. Il fut considéré comme un retour aux sources metal pour le groupe. L'album est publié sur Ice Level Music en format numérique via Bandcamp le 4 janvier 2012 et un peu plus tard par un autre label, Antithetic Records aux formats CD et LP. Le line up pour l'album est resté le même, hormis Keith Abrams à la batterie.

### Hubardo,Coffins on IoetPlastic House on Base of Sky(depuis 2013)

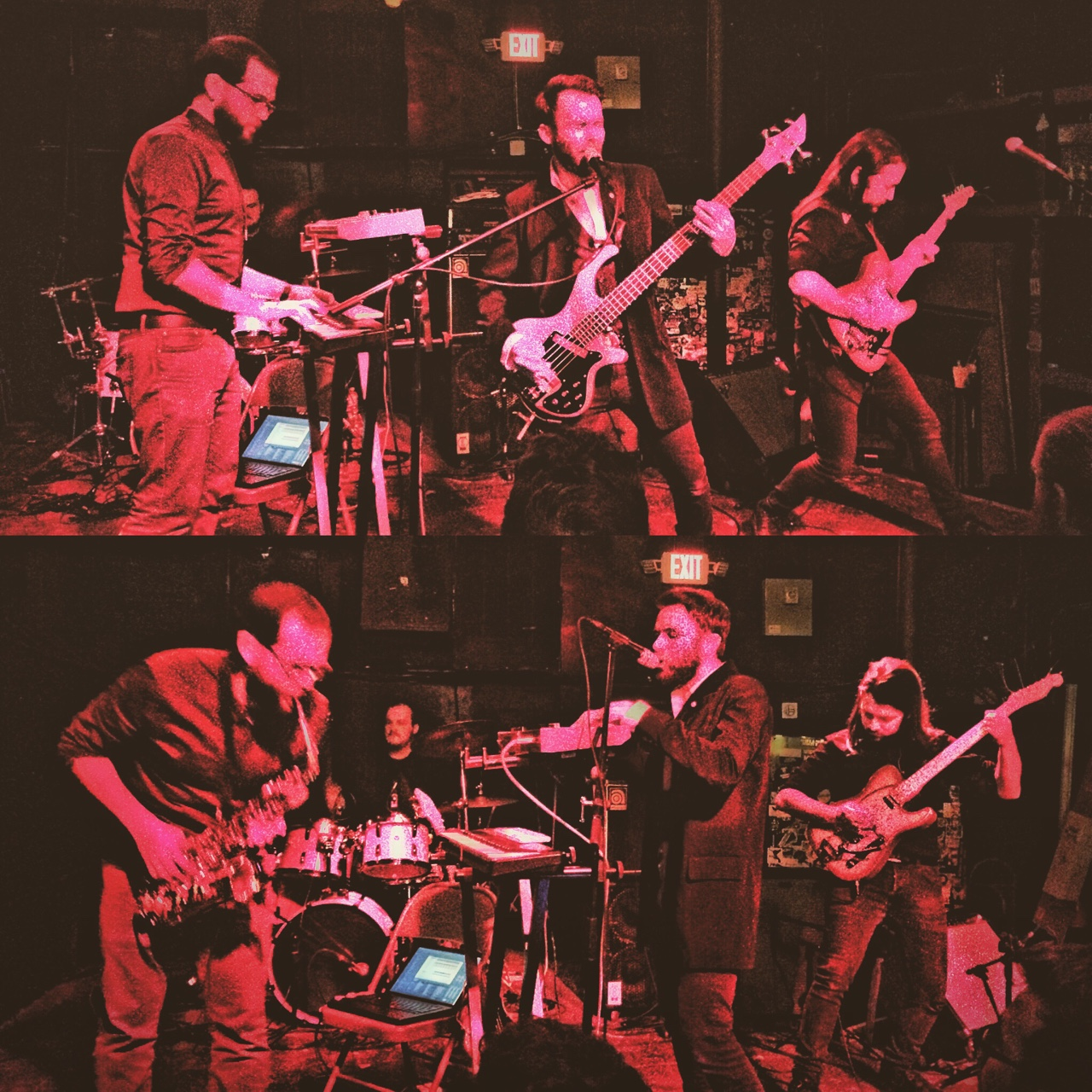
Kayo Dot en 2015.

En 2013, Toby Driver met en place les précommandes pour la prochaine sortie de Kayo Dot, un double concept album d'une durée d'environ 100 minutes. Au lieu d'utiliser Kickstarter comme beaucoup d'autres projets musicaux financés participativement, il annonce que l'album sera financé par l'argent des précommandes. Intitulé Hubardo (« lampe » en Énochien), sa sortie marquera les dix ans d'existence du groupe. L'album est enregistré au printemps 2013 à Seattle avec le collaborateur de longue date Randall Dunn.
Hubardo est sorti au format numérique le 10 septembre 2013, et est bien accueilli aussi bien par le public que par les critiques. Grâce au financement participatif, le groupe a pu éditer lui-même l'album sous la forme d'un triple LP accompagné d'un livret de 40 pages. Ce livret comprend le poème The Sword of Satan écrit par le chanteur Jason Byron. La formation pour cet album est similaire à celle des albums précédents, à l'exception de Ron Varod à la guitare et de Byron au chant sur The Black Stone. Il s'agit de la première apparition de Byron sur un enregistrement depuis Bath et Leaving Your Body Map de maudlin of the Well. Hubardo est encore une fois considéré comme un retour aux racines metal du groupe. Malgré l'implication de Terran Olson et de Mia Matsumiya lors de l'enregistrement de l'album, aucun des deux ne participe à la tournée qui suit, si ce n'est à quelques occasions en tant qu'invités. La tournée américaine pour Hubardo débute avec quelques dates au festival SXSW en début d'année 2014.
Le 15 octobre 2014, le groupe sort un album intitulé Coffins on Io sur le label The Flenser. Toby Driver dit de l'album : « En gros, la vibe que nous souhaitions obtenir est inspirée par les œuvres rétro-futuristes des années 1980 – genre Blade Runner... Je voulais faire un bon disque que l'on peut mettre pendant une virée à travers le désert, la nuit, dans une atmosphère toxique, post-apocalyptique... Il y a un thème sous-jacent un peu bizarre tournant autour du meurtre, de la honte et de la mort. »
Les impressions d'écran de l'Instagram de Matsumiya, documentant le harcèlement en ligne qu'elle subissait, furent le sujet d'un documentaire de la BBC en octobre 2015. En juin 2016, le groupe publie Plastic House on Base of Sky sur The Flenser. Il s'agit de leur huitième album. Sur celui-ci, l'influence de la musique électronique est encore plus marquée.

## Style musical
Les sonorités de Kayo Dot diffèrent quelque peu de celles de maudlin of the Well, c'est un mélange de black metal, de metal atmosphérique, de jazz et de musique de chambre. Le style vocal des premiers albums prenait une approche plutôt douce avec assez peu de hurlements. Cependant, sur les albums récents et en particulier sur Hubardo, Toby Driver utilise des techniques de chant plus agressives, comme les chants gutturaux ou écorchés que l'on retrouve typiquement chez les groupes de death metal et de black metal.
Les sonorités changent grandement d'un album à l'autre et cette imprévisibilité est devenue l'une des marques de fabrique du groupe. Les premiers albums de Kayo Dot sont remarquables pour leurs compositions à tendance « classique » et leurs instrumentations éclectique et complexe pouvant faire penser au rock progressif. Toute la musique est composée et réfléchie, il n'y a pas d'improvisation. D'autre part, l'utilisation fréquentes de murs de guitares et d'interludes calmes, ainsi que la longueur des morceaux, a conduit leur musique à être étiquetée post-metal, voire post-rock.
Toby Driver cite The Cure, Scott Walker, Emperor, John Zorn, Gorguts et Björk comme influences principales. Il a nié toute présence de Jazz dans la musique du groupe.

## Projets parallèles
Dès 2007, Toby Driver et Mia Matsumiya commencent à collaborer en duo sous le nom de Tartar Lamb (accompagné occasionnellement par Tim Byrnes, trompettiste et batteur de Friendly Bears) et sortent indépendamment Sixty Metonymies. En 2011, le groupe revient avec leur deuxième album, Polyimage of Known Exits sous le nom de Tartar Lamb II. Cet album a été entièrement financé par les fans via Kickstarter.
Depuis 2009, Toby Driver part régulièrement en tournée avec Secret Chiefs 3, le groupe de Trey Spruance. Il y tient le poste de bassiste et apparaît sur certains morceaux de l'album Book of Souls: Folio A sorti en 2014. 
Toby Driver forme aussi un groupe de blackgaze, Vaura, avec Kevin Hufnagel (Dysrhythmia et maintenant Gorguts). Ils ont sorti leur premier album Selenelion en 2012 via Wierd Records et un deuxième, The Missing, en 2013 via Profound Lore Records.

## Membres

### Membres actuels

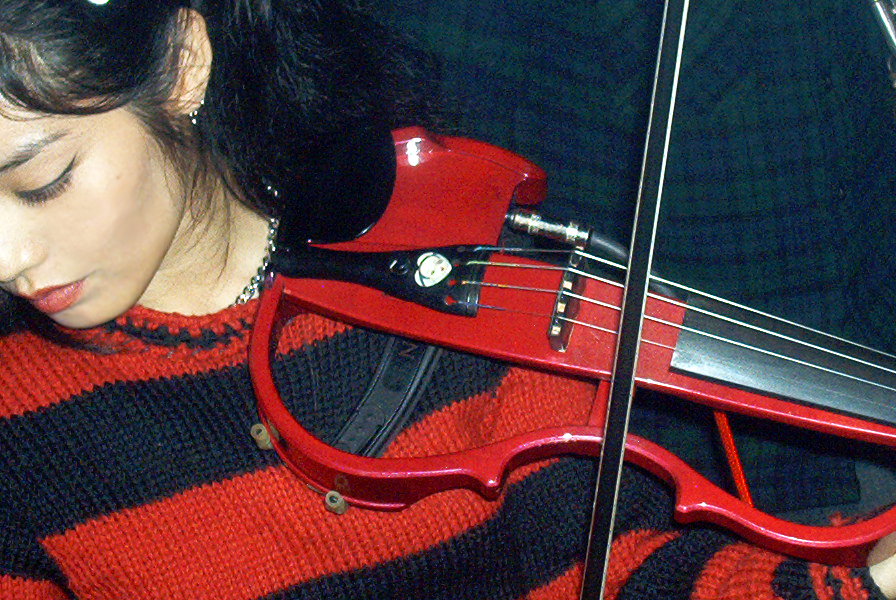
Mia Matsumiya.

- Toby Driver : chant, guitare, violoncelle, contrebasse, clochettes
- Keith Abrams - batterie
- Daniel Means - bois[Quoi ?], clavier
- Ron Varod - guitare

### Anciens membres
- Mia Matsumiya : violon, alto, clochettes
- Tim Byrnes - trompette, cor, clavier
- Greg Massi : guitare, chant
- Terran Olson : piano rhodes, orgue hammond m-3, clarinette, flûte, saxophone alto
- Sam Gutterman : batterie, percussions, guitare, chant
- Nicholas Kyte : guitare, basse, chant
- Adam Scott : trompette
- Benjie Messer : trombone
- Sam Minnich : cor
- Alex Nagle : guitare.
- Ryan McGuire : contrebasse, basse, clavier
- Greg Massi : guitare, chant
- John Carchia : guitare
- Tom Malone : percussions, batterie
- Forbes Graham : trompette, guitare, euphonium

## Discographie

### Albums studio et EPs
| Date de sortie | Titre                                     | Label                  |
| -------------- | ----------------------------------------- | ---------------------- |
| 2003           | Choirs of the Eye                         | Tzadik Records         |
| 2006           | Dowsing Anemone With Copper Tongue        | Robotic Empire Records |
| 2008           | Blue Lambency Downward                    | Hydra Head Records     |
| 2010           | Coyote                                    | Hydra Head Records     |
| 2010           | Stained Glass (EP)                        | Hydra Head Records     |
| 2012           | Gamma Knife                               | Ice Level Records      |
| 2013           | Hubardo                                   | Ice Level Records      |
| 2014           | Coffins on Io                             | The Flenser            |
| 2016           | Plastic House on Base of Sky              | The Flenser            |
| 2025           | Every Rock, Every Half-Truth Under Reason | Prophecy               |

### Splits, singles, remixes et albums live
| Date de sortie | Titre                                                                  | Label                                                                 |
| -------------- | ---------------------------------------------------------------------- | --------------------------------------------------------------------- |
| 2006           | Split avec Bloody Panda                                                | Holy Roar Records                                                     |
| 2009           | Twins Eating Fer De Lance (compilation Champions of Sound 2008)        | Hydra Head Records                                                    |
| 2010           | Live In Bonn, Germany: October 7, 2009                                 | Bootleg distribué gratuitement par le groupe à de la sortie de Coyote |
| 2009           | Remix de Pages (album de Candiria Toying With The Insanities, vol. 1 ) | Rising Pulse Records                                                  |
| 2014           | "COYOTE" Live on WMBR, Cambridge, Massachusetts: August, 2012          | Bootleg distribué par le groupe via Bandcamp                          |
| 2014           | Kraków, "split" album live avec Tartar Lamb II                         | Instant Classic                                                       |

### Projets parallèles
Tartar Lamb:
- Sixty Metonymies (Ice Level Records, 2007)
- Polyimage of Known Exits (Ice Level Records, 2011; en tant que Tartar Lamb II)
- Kraków (Instant Classic, 2014; "split" album live avec Kayo Dot)

Toby Driver:
- In The L..L..Library Loft (2006)
- The Pod OST (2013)
- Ichneumonidae (2014)

Vaura
- Selenelion (Wierd Records, 2012)
- The Missing (Profound Lore Records, 2013)